# Neikkarapatti
Neikkarapatti é uma panchayat (vila) no distrito de Dindigul, no estado indiano de Tamil Nadu.

## Demografia
Segundo o censo de 2001,  Neikkarapatti  tinha uma população de 11,891 habitantes. Os indivíduos do sexo masculino constituem 50% da população e os do sexo feminino 50%. Neikkarapatti tem uma taxa de literacia de 65%, superior à média nacional de 59.5%: a literacia no sexo masculino é de 75% e no sexo feminino é de 55%. Em Neikkarapatti, 9% da população está abaixo dos 6 anos de idade.